# Krasna Wieś
Krasna Wieś (en vieux russe : Красне Село) est un village de Pologne, situé dans la gmina de Boćki, dans le Powiat de Bielsk Podlaski, dans la voïvodie de Podlachie.
Selon le recensement de la commune de 1921, ont habité dans le village 352 personnes, dont 60 étaient catholiques, 273 orthodoxes, 12 judaïques et 7 un autre. Parallèlement, 350 habitants ont déclaré avoir la nationalité polonaise, 2 la nationalité biélorusse. Dans le village, il y avait 69 bâtiments habitables.

## Notes et références

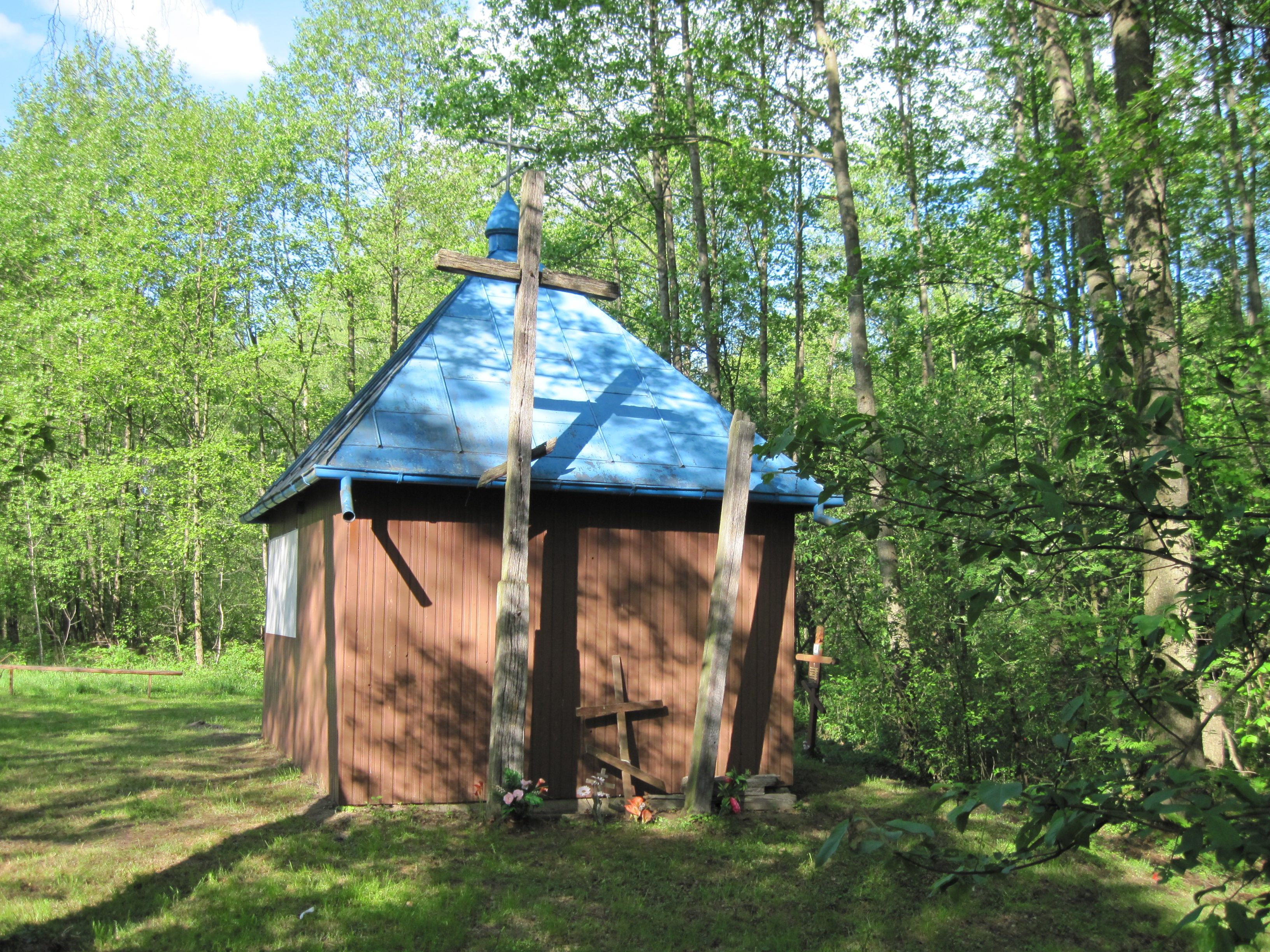
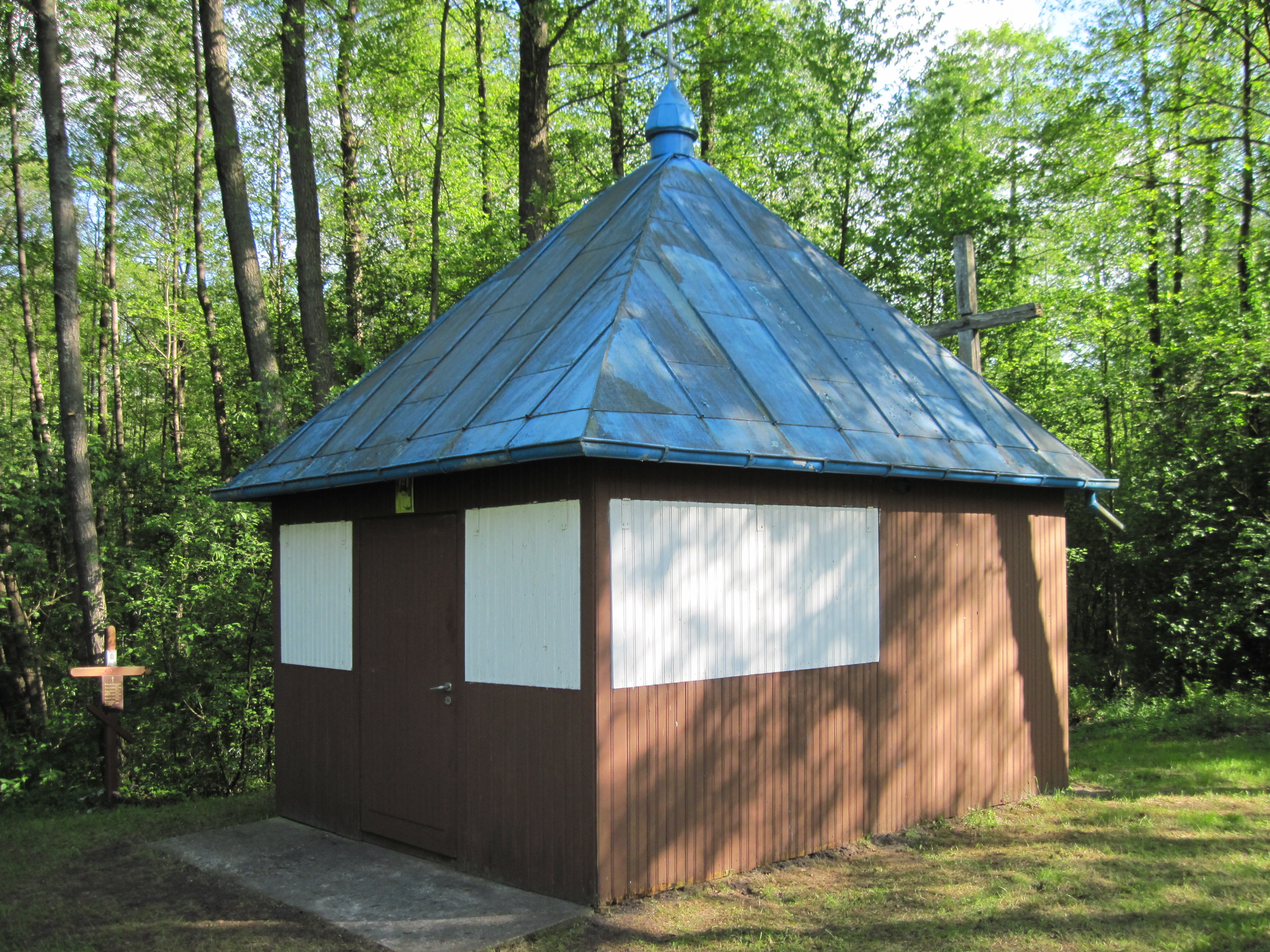
Chapelle
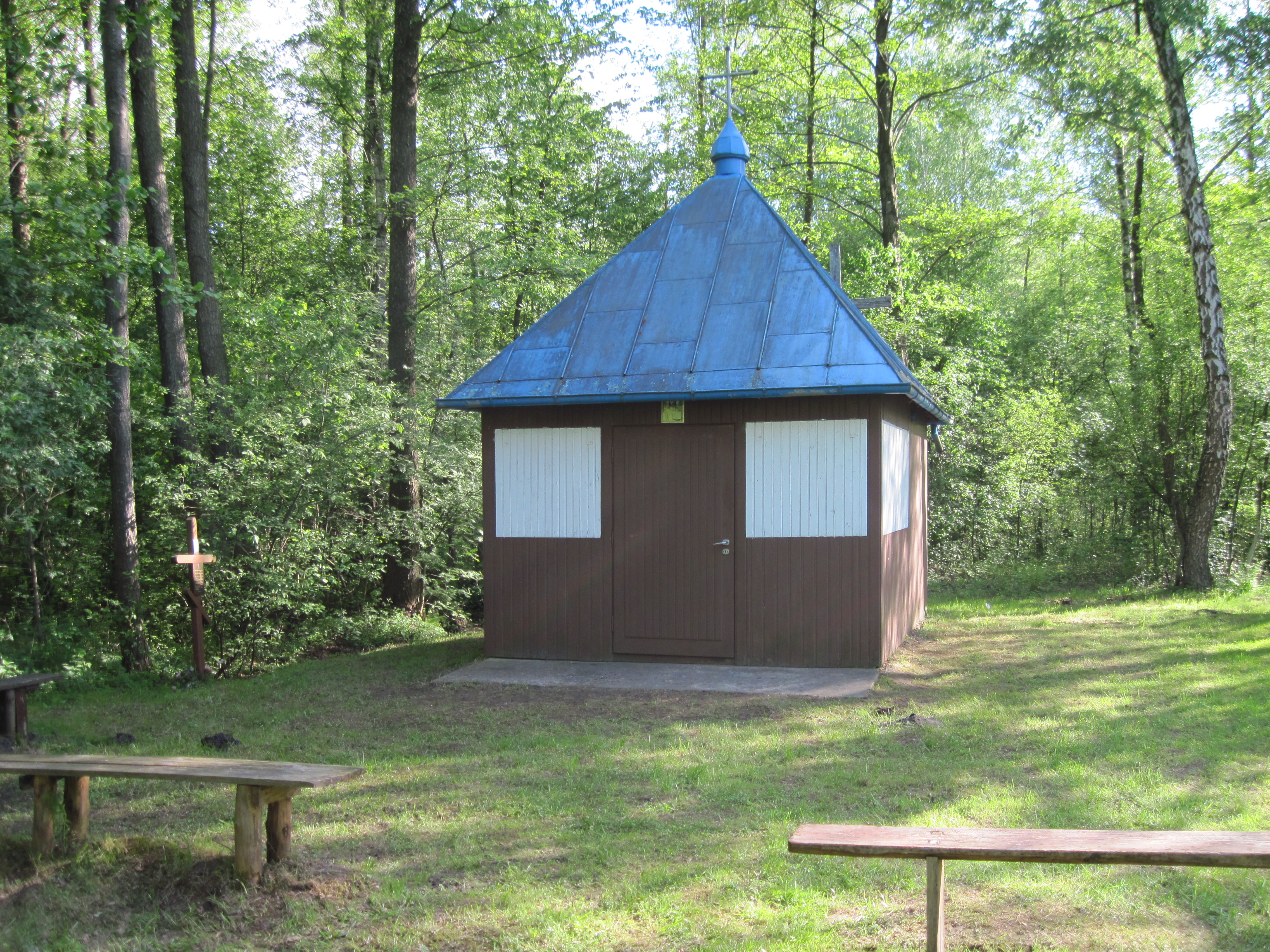

## Source
- (en) Cet article est partiellement ou en totalité issu de l’article de Wikipédia en anglais intitulé « Krasna Wieś » (voir la liste des auteurs).